# مولباخ-سور-بروخه
مولباخ-سور-بروخه (به فرانسوی: Muhlbach-sur-Bruche) یک کمون در فرانسه با جمعیت ۶۹۸ نفر است که در Canton of Molsheim واقع شده‌است.